# إيموجي (مجموعة Unicode)
ايقونات الايموجي Emoticons عبارة عن قطع الترميز الموحد تحتوي على رموز تعبيرية أو رموز تعبيرية .    تم تصميم معظمها لتمثيل الوجوه ، على الرغم من أن بعضها يتضمن إيماءات اليد أو شخصيات غير بشرية ( عفريت ذو قرون، قرود ، قطط كرتونية ).
تم اقتراح المجموعة لأول مرة في عام 2008، وتم تنفيذها لأول مرة في إصدار Unicode 6.0 (2010). كان سبب اعتماده إلى حد كبير هو التوافق مع المعيار الفعلي الذي تم وضعه في أوائل العقد الأول من القرن الحادي والعشرين بواسطة شركات الهاتف اليابانية، والذي تم ترميزه في نطاقات غير مستخدمة مع بايتات الرصاص 0xF5 إلى 0xF9 لمعيار Shift JIS .  لقد ذهبت شركة كي دي دي آي إلى أبعد من ذلك بكثير، وقدمت مئات أخرى في الايموجي باستخدام بايتات الرصاص 0xF3 و0xF4. 